# 卡雷萨纳
卡雷萨纳（意大利语：Caresana），是意大利北部皮埃蒙特大区韦尔切利省的一个市镇。人口1051(2010年12月31日)。